# زیرنمایان

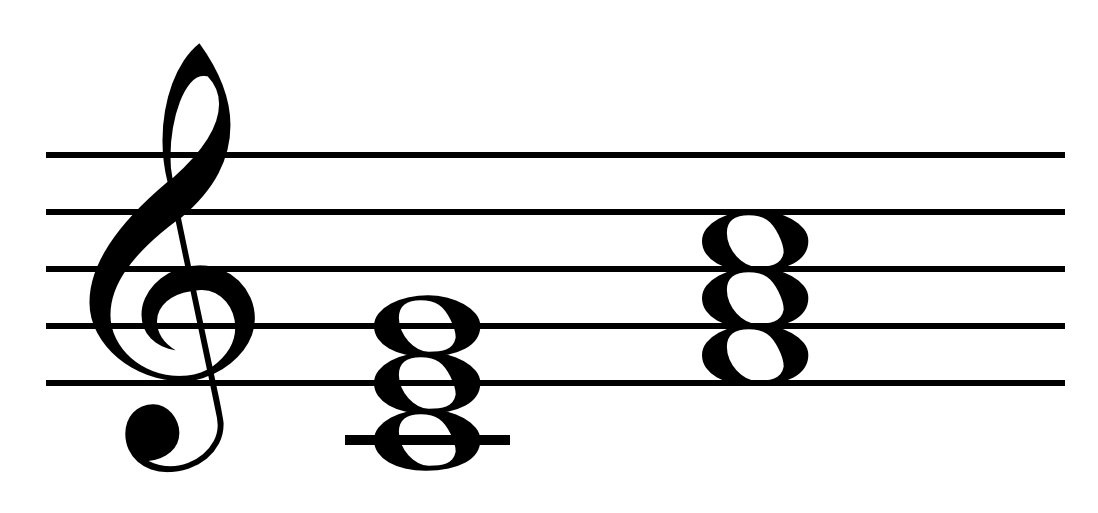
پایه و زیرنمایان گام دو. آکوردهای دو بزرگ و فا بزرگ.

در تئوری موسیقی، زیرنمایان چهارمین درجه در گام دیاتونیک است.
دلیل آن که به آن زیرنمایان گفته می‌شود آن است که در فاصله با نت پایه بعدی، همان فاصله‌ای را دارد که نت پایه با نمایان خودش دارد؛ مثلاً فاصلهٔ دو با نمایانش سل، و فاصلهٔ زیرنمایان دو (ف) با دوی بعدی، هر دو برابر با پنجم درست است.